# Câmara Municipal de Blumenau
Câmara Municipal de Blumenau é o órgão legislativo do município de Blumenau. É composto por 15 vereadores de 23 permitidos pela Constituição de 1988. O atual presidente é Almir Vieira.

## História
Surgiu em 4 de fevereiro de 1880, quando pelo Decreto Nº 860 foi criado o município de Blumenau. A primeira sessão foi realizada no dia 10 de janeiro de 1883.
No dia 28 de maio de 2013, foi inaugurada a nova sede na Rua 15 de Novembro, centro de Blumenau, esquina com a Alameda Duque de Caixas, conhecida como Rua das Palmeiras.
O projeto de uma nova sede foi apresentado em 2019 (também na Alameda Duque de Caixas). Os recursos são oriundos do fundo criado pela própria Câmara em 2015 – com as sobras do orçamento do legislativo – e do valor de dois terrenos do município repassados à empresa.
Em 2022, o terreno já foi adquirido e restam os trâmites burocráticos para liberações de licenças e preparação das licitações.
No total para a compra do terreno, a Câmara irá pagar R$ 8.353.777,38. A entrada no valor de R$ 3.475.463,26 foi paga em dezembro de 2021 à Ibiza Administradora de Bens e Participações.

## Mesa Diretora
| Mesa Diretora (2023-2024) |                       |                        |                           |
| Nome                      | Início do mandato     | Fim do mandato         | Cargo                     |
| Almir Vieira              | 1º de janeiro de 2023 | 31 de dezembro de 2024 | Presidente da Câmara      |
| Maurício Goll             | 1º de janeiro de 2023 | 31 de dezembro de 2024 | Vice-presidente da Câmara |
| Ailton de Souza           | 1º de janeiro de 2023 | 31 de dezembro de 2024 | 1º Secretário             |
| Cristiane Loureiro        | 1º de janeiro de 2023 | 31 de dezembro de 2024 | 2ª Secretária             |

| Mesa Diretora (2021-2022) |                       |                        |                           |
| Nome                      | Início do mandato     | Fim do mandato         | Cargo                     |
| Egídio Beckhauser         | 1º de janeiro de 2021 | 31 de dezembro de 2022 | Presidente da Câmara      |
| Silmara Miguel            | 1º de janeiro de 2021 | 31 de dezembro de 2022 | Vice-presidente da Câmara |
| Almir Vieira              | 1º de janeiro de 2021 | 31 de dezembro de 2022 | 1º Secretário             |
| Ito de Souza              | 1º de janeiro de 2021 | 31 de dezembro de 2022 | 2º Secretário             |

## Vereadores (2020)
Estes são os vereadores eleitos nas eleições de 2020:
|    | Nome                                                               | Partido                                        | Votos | %    | Observações |
| -- | ------------------------------------------------------------------ | ---------------------------------------------- | ----- | ---- | ----------- |
| 1  | Bruno Horwatitsch Cunha (Blumenau, 30.04.1987–)                    | Cidadania                                      | 4892  | 3.13 |             |
| 2  | Professor Gilson de Souza (Blumenau, 10.02.1980–)                  | Patriota (PATRI)                               | 3311  | 2.12 |             |
| 3  | Cristiane Marta Loureiro (Porto Alegre, 01.05.1977–)               | Podemos (PODE)                                 | 3124  | 2.00 |             |
| 4  | Marcos da Rosa (Laguna, 17.06.1976–)                               | Democratas (DEM)                               | 2980  | 1.91 |             |
| 5  | Egidio da Rosa Beckhauser (Armazém, 23.08.1976–)                   | Republicanos                                   | 2733  | 1.75 |             |
| 6  | Jovino Cardoso Neto (Blumenau, 09.07.1968–)                        | Solidariedade (SD)                             | 2656  | 1.70 |             |
| 7  | Ailton de Souza, Ito (Blumenau, 06.09.1964–)                       | Partido Liberal (PL)                           | 2638  | 1.69 |             |
| 8  | Adriano Pereira (Blumenau, 16.03.1978–)                            | Partido dos Trabalhadores (PT)                 | 2410  | 1.54 |             |
| 9  | Maurício Goll(Blumenau, 03.06.1963–)                               | Partido da Social Democracia Brasileira (PSDB) | 2231  | 1.43 |             |
| 10 | Carlos Cezar Wagner, Alemão (Blumenau, 11.11.1965–)                | Partido Social Liberal (PSL)                   | 2220  | 1.42 |             |
| 11 | Emmanuel Antônio Silverio dos Santos, Tuca (Curitiba, 19.05.1970–) | Partido Novo (NOVO)                            | 2115  | 1.35 |             |
| 12 | Alexandre Agenor Matias (Blumenau, 15.12.1981–)                    | Partido da Social Democracia Brasileira (PSDB) | 2037  | 1.30 |             |
| 13 | Silmara Ferreira da Silva Miguel (Pranchita, 11.04.1989–)          | Partido Social Democrático (PSD)               | 1961  | 1.25 |             |
| 14 | Dr. Marcelo Barasuol Lanzarin (Rio de Janeiro, 23.06.1974–)        | Podemos (PODE)                                 | 1942  | 1.24 |             |
| 15 | Almir Vieira (Blumenau, 29.01.1973–)                               | Partido Progressista (PP)                      | 1933  | 1.24 |             |

## Vereadores (2016)
Estes são os vereadores eleitos nas eleições de 2016:
|    | Nome                                                        | Partido                                            | Votos | %    | Observações |
| -- | ----------------------------------------------------------- | -------------------------------------------------- | ----- | ---- | ----------- |
| 1  | Marcos da Rosa (Laguna, 17.06.1976–)                        | Democratas (DEM)                                   | 5.571 | 3,14 |             |
| 2  | Bruno Horwatitsch Cunha (Blumenau, 30.04.1987–)             | Partido Socialista Brasileiro (PSB)                | 4.829 | 2,72 |             |
| 3  | Sylvio João Zimmermann Neto (Blumenau, 12.08.1976–)         | Partido da Social Democracia Brasileira (PSDB)     | 3.773 | 2,12 |             |
| 4  | José de Souza, Zeca Bombeiro (Blumenau, 08.08.1966–)        | Solidariedade (SD)                                 | 3.760 | 2,12 |             |
| 5  | Jovino Cardoso Neto (Blumenau, 09.07.1968–)                 | Partido Social Democrático (PSD)                   | 3.556 | 2,00 |             |
| 6  | Adriano Pereira (Blumenau, 16.03.1978–)                     | Partido dos Trabalhadores (PT)                     | 3.413 | 1,92 |             |
| 7  | Jens Juergen Mantau (Blumenau, 20.11.1961–)                 | Partido da Social Democracia Brasileira (PSDB)     | 3.279 | 1,85 |             |
| 8  | Professor Ricardo João Peluso Alba (Blumenau, 23.12.1984–)  | Patriota (PATRI)                                   | 3.277 | 1,85 |             |
| 9  | Dr. Marcelo Barasuol Lanzarin (Rio de Janeiro, 23.06.1974–) | Partido do Movimento Democrático Brasileiro (PMDB) | 3.145 | 1,77 |             |
| 10 | Oldemar Luiz Becker (Vidal Ramos, 27.09.1960–)              | Democratas (DEM)                                   | 3.082 | 1,74 |             |
| 11 | Alexandre Agenor Matias (Blumenau, 15.12.1981–)             | Partido da Social Democracia Brasileira (PSDB)     | 2.887 | 1,63 |             |
| 12 | Professor Gilson de Souza (Blumenau, 10.02.1980–)           | Partido Social Democrático (PSD)                   | 2.615 | 1,47 |             |
| 13 | Alexandre Pereira Caminha (Florianópolis, 23.07.1975–)      | Partido Republicano da Ordem Social (PROS)         | 2.477 | 1,39 |             |
| 14 | Almir Vieira (Blumenau, 29.01.1973–)                        | Partido Progressista (PP)                          | 2.343 | 1,32 |             |
| 15 | Ailton de Souza, Ito (Blumenau, 06.09.1964–)                | Partido da República (PR)                          | 2.279 | 1,28 |             |